# Fabryka Chemiczna M. Leszczyński i S-ka
Fabryka Chemiczna M. Leszczyński i S-ka – polskie przedsiębiorstwo chemiczne działające w latach 1872–1949 w Warszawie.

## Opis
Przedsiębiorstwo zostało założone w Warszawie w 1872 roku przez Michała Aleksandera Leszczyńskiego, który niedługo potem przyjął jako wspólnika Edwarda Stelińskiego. W kolejnych dekadach liczba współwłaścicieli wzrastała. Gdy w 1924 zmarł założyciel, jego stanowisko w zarządzie objął syn, chemik Tadeusz Leszczyński. 
Spółka przez cały okres istnienia specjalizowała się w produkcji materiałów biurowych i szkolnych, zwłaszcza chemicznych. Wytwarzano w niej różne rodzaje atramentów, tuszy, klejów, laków, farb, w tym poligraficznych i malarskich, kalek kopiujących i taśm do telegrafów oraz do maszyn do pisania. Produkowano także biurowe lub szkolne naczynia szklane (np. kałamarze). Przed I wojną światową większość produkcji sprzedawano na rynku rosyjskim, zaś w okresie międzywojennym na rynku krajowym, choć starano się także eksportować część asortymentu. W tym okresie przedsiębiorstwo stało się liderem w branży chemii biurowej w Polsce. Zatrudniało ok. 120 robotników. W 1921 roku przekształciło się w spółką akcyjną, a w 1923 roku weszło na warszawską giełdę.
Graficznym logo przedsiębiorstwa, umieszczanym na jej wyrobach i dokumentach, był Drakon – symbol skrzydlatego smoka. Od 1910 siedzibą zarówno fabryki, jak i biur był własny kompleks budynków przy ulicy Ogrodowej 32, sukcesywnie rozbudowywany. Budynki te nie zachowały się, uległy zniszczeniu w 1944 roku.
Po objęciu władzy w Polsce przez komunistów w 1949 roku przedsiębiorstwo upaństwowiono.